# Episodi di Kebab for Breakfast (seconda stagione)
La seconda stagione di Kebab for Breakfast è stata trasmessa in Germania a partire dal 27 marzo 2007.
| nº | Titolo originale                              | Titolo italiano                 | Prima TV Germania | Prima TV Italia |
| -- | --------------------------------------------- | ------------------------------- | ----------------- | --------------- |
| 1  | Die, in der Frauen schwach werden             | Voglio sapere quello che provi! | 27 marzo 2007     | 9 ottobre 2007  |
| 2  | Die mit dem Abschiedskuss                     | Non è facile essere immorali!   | 3 aprile 2007     | 9 ottobre 2007  |
| 3  | Die mit dem Perpetuum Mobile                  | E se fosse un genio?            | 10 aprile 2007    | 10 ottobre 2007 |
| 4  | Die mit Sex und Pistols                       | Io XYZ non lo vorrei fare!      | 17 aprile 2007    | 10 ottobre 2007 |
| 5  | Die, in der Cem keine Wurst sein will         | Devono sapere che lo amo!       | 24 aprile 2007    | 11 ottobre 2007 |
| 6  | Die, in der ich Kitschi-Gänsehaut kriege      | Scrivigli una mail!             | 1º maggio 2007    | 11 ottobre 2007 |
| 7  | Die, in der Yağmur ihren ersten Kuss kriegt   | La verità è che hai paura!      | 8 maggio 2007     | 12 ottobre 2007 |
| 8  | Die, in der ich Mama wahnsinnig mache         | Non mi prendi sul serio!        | 15 maggio 2007    | 12 ottobre 2007 |
| 9  | Die, in der Cem Rotlicht sieht                | Non è per niente superficiale!  | 22 maggio 2007    | 15 ottobre 2007 |
| 10 | Die, in der ich ein Kranich bin               | Sono nelle tue mani!            | 29 maggio 2007    | 15 ottobre 2007 |
| 11 | Die, in der Metin fremdgeht                   | Perché non mi vuole più?        | 5 giugno 2007     | 16 ottobre 2007 |
| 12 | Die, in der der Osterhase böse war            | Devo dimenticarlo!              | 12 giugno 2007    | 16 ottobre 2007 |
| 13 | Die, in der alle hysterisch sind              | Ma sono tutti matti?            | 19 giugno 2007    | 17 ottobre 2007 |
| 14 | Die mit when a Metin loves a Woman            | Ha detto sì!                    | 26 giugno 2007    | 17 ottobre 2007 |
| 15 | Die, in der alle K..K..Komplexe haben         | Quanto sono complessati!        | 3 luglio 2007     | 18 ottobre 2007 |
| 16 | Die, in der Ulla kommt                        | Finalmente un'amica!            | 10 luglio 2007    | 18 ottobre 2007 |
| 17 | Die, in der ich mich für meine Familie schäme | Sei un angelo!                  | 17 luglio 2007    | 19 ottobre 2007 |
| 18 | Die, mit dem Ex in der City                   | Vuole parlare con me!           | 24 luglio 2007    | 19 ottobre 2007 |
| 19 | Die, mit Grillen in Honig                     | Quanti segreti!                 | 31 luglio 2007    | 22 ottobre 2007 |
| 20 | Die, in der Costa den Lukas haut              | Ha un'altra!                    | 7 agosto 2007     | 22 ottobre 2007 |
| 21 | Die, in der es La Boumt!                      | La mia ultima occasione!        | 14 agosto 2007    | 23 ottobre 2007 |
| 22 | Die, in der die Fete nicht weiter geht        | Non mi ricordo nulla!           | 21 agosto 2007    | 23 ottobre 2007 |
| 23 | Die, in der Metin die Schnauze voll hat       | Non mi resta che fuggire!       | 28 agosto 2007    | 24 ottobre 2007 |
| 24 | Die, nach der schon alles vorbei sein soll?   | Trionferà?                      | 4 settembre 2007  | 24 ottobre 2007 |

## Voglio sapere quello che provi!
- Titolo originale: Die, in der Frauen schwach werden
- Diretto da:
- Scritto da:

### Trama
Doris è perennemente in ansia per le condizioni psichiche di Axel dopo il tentato suicidio. Anche Lena è in pensiero per il ragazzo tanto da dichiarargli perenne fedeltà. Cem continua comunque ad insidiarla proponendole la soluzione 'triangolo'.

## Non è facile essere immorali!
- Titolo originale: Die mit dem Abschiedskuss
- Diretto da:
- Scritto da:

### Trama
Finalmente Lena ha deciso di sbilanciarsi e avere una tresca con Cem. Ma Axel, da quando è ospite aggiunto in casa, divide la stanza proprio con lui. Lena si trova così divisa tra l'impegno ad essere vicino al suo “ragazzo”, reduce da un tentato suicidio, e la voglia di avere un po' di intimità col fratellastro. Ma questa voglia è destinata a restare frustrata, anche perché Axel non esita a esasperare i suoi problemi psicologici pur di tenere Lena vicino a sé. La ragazza così decide che la tresca con Cem è irrealizzabile e chiude la relazione mai nata con un ultimo e unico bacio d'addio. 

## E se fosse un genio?
- Titolo originale: Die mit dem Perpetuum Mobile
- Diretto da:
- Scritto da:

### Trama
Diana, la sorella di Doris, si trasferisce in città e inizia a insegnare nella scuola di Cem e Lena. Si scopre poi che il figlio minore di Doris, Nils, ha un quoziente intellettivo al di sopra della norma, così viene mandato in un istituto speciale in Svizzera.

## Io XYZ non lo vorrei fare!
- Titolo originale: Die mit Sex und Pistols
- Diretto da:
- Scritto da:

### Trama
Cem scopre che Axel non ha veramente provato a suicidarsi, ma che è stato solo un incidente. Così lo minaccia con la pistola del padre riuscendo così a registrare una confessione. Cem esce di casa e mentre urla contro suo padre, che lo voleva punire per l'accaduto, cade in un tombino. Lena trova la cassetta con incisa la confessione di Axel e lo butta fuori casa.

## Devono sapere che lo amo!
- Titolo originale: Die, in der Cem keine Wurst sein will
- Diretto da:
- Scritto da:

### Trama
Metin nasconde l'anello di fidanzamento per chiedere a Doris di sposarlo in una torta, solo che Yagmur pensa che quel dolce sia stato preparato per onorare il compleanno della defunta madre. Così ne mangia la fetta con l'anello e, scoprendo il segreto, inizia ad impedire che i due si sposino. Cem si sveglia dal coma e decide che i suoi sentimenti per Lena non sono importanti portando la ragazza a deprimersi e soffrire molto, inoltre rischierà di essere sospeso da scuola.

## Scrivigli una mail!
- Titolo originale: Die, in der ich Kitschi-Gänsehaut kriege
- Diretto da:
- Scritto da:

### Trama
Dopo diverse delusioni, Metin e Lena si avvicineranno molto e lei lo convince a chiedere a Doris di sposarlo. Sempre Lena riuscirà a far cambiare idea sul matrimonio a Yagmur. Cem incanala i suoi sentimenti per Lena nella rabbia distruggendo la macchina di Doris. Inoltre un ammiratore segreto inizia a corteggiare Yagmur.

## La verità è che hai paura!
- Titolo originale: Die, in der Yağmur ihren ersten Kuss kriegt
- Diretto da:
- Scritto da:

### Trama
Il prolungato odio tra Cem e Lena suggerisce a Doris che i due sono gelosi l'uno dell'altra. Yagmur chatta con il suo ammiratore segreto, e inizia a cercare di vestirsi in modo più femminile e attraente. Metin riesce, infilandosi nelle fogne, a recuperare l'anello di fidanzamento. Spaventata dagli avvenimenti che stanno accadendo in casa, Yagmur scrive al suo amore in chat di non volerlo più sentire.

## Non mi prendi sul serio!
- Titolo originale: Die, in der ich Mama wahnsinnig mache
- Diretto da:
- Scritto da:

### Trama
Lena confessa alla madre il suo amore per Cem, ma lei non la prende sul serio. Metin che cerca di avere un rapporto con il figlio, da quando ha scoperto che questo è ancora vergine e che la colpa la dà solo a lui. Yagmur trova sul suo armadietto un biglietto del proprio ammiratore che dice di non volersi arrendere.

## Non è per niente superficiale!
- Titolo originale: Die, in der Cem Rotlicht sieht
- Diretto da:
- Scritto da:

### Trama
Yagmur comincia ad esplorare la sua femminilità e percepire gli aspetti dell'amore, che vanno oltre la sua fede; viene rivelata l'identità del suo ammiratore segreto: si tratta di Costa, il migliore amico di Cem. Cem viene portato dal padre nel quartiere a luci rosse per perdere la sua verginità. Parlando con la prostituta si accorge di amare Lena e decide di confessarle il suo amore, facendo comunque credere al padre di avere fatto sesso.

## Sono nelle tue mani!
- Titolo originale: Die, in der ich ein Kranich bin
- Diretto da:
- Scritto da:

### Trama
La bugia di Cem riguardo alla prostituta crea diversi disguidi. Lena decide di registrargli una cassetta dove rivelargli tutti i suoi sentimenti, però Doris, non appena viene a sapere che Cem non è più vergine, invece che consegnargli la cassetta la fa a pezzi.

## Perché non mi vuole più?
- Titolo originale: Die, in der Metin fremdgeht
- Diretto da:
- Scritto da:

### Trama
Yagmur acconsente al matrimonio del padre con Doris, però pretende che prima Metin debba chiedere la mano di Doris al padre: egli gli rivela l'esistenza di una valigetta dove Doris conserva ancora i ricordi e che è collegata alla sua incapacità di amare. Lena cerca di ingelosire Cem per riconquistarlo, e la cosa funziona: quando però i due si trovano per parlare e stanno per baciarsi lei non riesce a togliersi dalla testa la ragazza con cui Cem sarebbe stato, la cosa si scopre e l'appuntamento finisce male.

## Devo dimenticarlo!
- Titolo originale: Die, in der der Osterhase böse war
- Diretto da:
- Scritto da:

### Trama
Lena parla con Costa e scopre che Cem ha fatto sesso con una prostituta. Una serie di eventi fa pensare a Doris che Metin abbia una relazione extraconiugale, ma ciò che lei pensa sia destinato ad un'altra in realtà sono i preparativi di Metin per farle la proposta di matrimonio: questa proposta lui riesce finalmente a farla ma lei si rifiuta. Lena decide di copulare con il ragazzo che aveva usato per ingelosire Cem. Axel scopre la situazione e decide di avvisare Cem per fermarla. Cem però non vuole fare niente, sarà Axel allora che correrà a fermare la ragazza, e dopo aver scacciato il giovane, e averle rivelato che sta per partire per l'Australia, finiscono per copulare proprio nel momento in cui Cem, saputo da Costa che Lena sapeva della prostituta, entra in camera e li trova. Cem furibondo dice a Lena di dimenticarlo.

## Ma sono tutti matti?
- Titolo originale: Die, in der alle hysterisch sind
- Diretto da:
- Scritto da:

### Trama
Doris capisce il suo problema ad amare attraverso l'ipnosi, dove si scopre che è lei a voler dominare gli uomini e questo le impedisce di accettare il matrimonio. Metin le vuol far capire che anche lui può comandare se vuole. Nel frattempo Yagmur si è convinta che il ragazzo che chatta con lei è un sordo muto che si rivelerà essere il ragazzo di Ching. Costa a scuola scopre di essere balbuziente e gli altri lo prendono in giro: questo lo fa davvero stare male.

## Ha detto sì!
- Titolo originale: Die mit when a Metin loves a Woman
- Diretto da:
- Scritto da:

### Trama
Costa capisce che Yagmur non lo ama, e lei prova i medesimi sentimenti quando scopre che il ragazzo della chat non è il sordo-muto. Il greco ha dei dubbi sull'amicizia con Cem e si allontana da lui. Metin fa una romanticissima proposta di matrimonio a Doris su una barca sul fiume.

## Quanto sono complessati!
- Titolo originale: Die, in der alle K..K..Komplexe haben
- Diretto da:
- Scritto da:

### Trama
Cem finalmente fa capire a Costa di essere suo amico, e lo aiuta a cercare una soluzione al suo problema di balbuzie: scoprono così che cantare può aiutare a smettere di balbettare. A scuola i ragazzi si dedicano ad un lavoro di gruppi sulle varie religioni, dove Costa ne approfitta per legare con Yagmur, mentre Lena conosce Ulla.

## Finalmente un'amica!
- Titolo originale: Die, in der Ulla kommt
- Diretto da:
- Scritto da:

### Trama
Lena cerca di usare Ulla per dare una lezione a Cem che chiede di uscire con lei: Ulla si innamorerà veramente di Cem ed inizierà a mentire a Lena riguardo al loro rapporto. Doris acconsente ad una unione dei conti tra lei e Metin, così lui si accorge che la futura moglie manda dei soldi ogni mese ad una organizzazione in amazzonia gestita dal suo Ex ragazzo Marcus. Metin, parlando con Marcus, gli rivela che si sta per sposare con Doris. Marcus parte dall'amazzonia per tornare da lei in Germania.

## Sei un angelo!
- Titolo originale: Die, in der ich mich für meine Familie schäme
- Diretto da:
- Scritto da:

### Trama
Lena non riesce a farsi amici per via della sua famiglia che, anche quando c'è Ulla in casa, è sempre dietro a litigare. Sarà la stessa Ulla, attraverso le sue doti da buona cristiana, a riavvicinare i vari membri della famiglia. Cem si innamora di Ulla, ma lei non vuole mettersi in mezzo ai due fratelli-amanti così dice a Cem che deve prima chiarire con Lena. Marcus arriva in città e per la prima notte dorme nello studio di Doris, dove lei al mattino lo scopre.

## Vuole parlare con me!
- Titolo originale: Die, mit dem Ex in der City
- Diretto da:
- Scritto da:

### Trama
Cem illude Lena di volere riallacciare i rapporti. Marcus si intromette nella casa dove risiede Doris facendosi passare per idraulico: tutto questo allo scopo di vedere i suoi figli.

## Quanti segreti!
- Titolo originale: Die, mit Grillen in Honig
- Diretto da:
- Scritto da:

### Trama
Cem e Ulla credono che la ragazza della chat sia Lena, mentre Lena crede che Cem sia ancora innamorato di lei. Costa, parlando con Cem, crede che sia d'accordo sulla sua relazione con Yagmur: in realtà Cem pensava che Costa chattasse con Lena e che lei sia la sorella di cui lui parla. Costa organizza a Yagmur un appuntamento al buio nella fabbrica abbandonata: quando si rivelerà a Yagmur lei inizierà a correre via. Nella fabbrica arrivano però due Nazisti che iniziano a picchiare Yagmur: Costa allora riesce a salvarla e i due sembrano aver trovato un'intesa.

## Ha un'altra!
- Titolo originale: Die, in der Costa den Lukas haut
- Diretto da:
- Scritto da:

### Trama
Lena capisce che Cem ha un'altra ragazza e ne scoprirà l'identità grazie ai riti sciamanici del padre, che promette di far ritornare insieme la figlia e Cem.

## La mia ultima occasione!
- Titolo originale: Die, in der es La Boumt!
- Diretto da:
- Scritto da:

### Trama
Viene festeggiato il compleanno di Lena con una festa in casa preparata da Marcus: egli prepara inoltre una pozione per irretire Cem, ma la pozione viene bevuta metà da Doris e metà da Lena: la prima finisce col baciare il suo ex, mentre Lena finisce a letto con Cem. Costa e Yagmur scoprono che il greco smette di balbettare se lei gli stringe la mano ed interpretano questo segno come un volere di Allah per far sì che i due stiano insieme ed inizia così una relazione furtiva.

## Non mi ricordo nulla!
- Titolo originale: Die, in der die Fete nicht weiter geht
- Diretto da:
- Scritto da:

### Trama
Cem scopre della relazione tra Costa e Yagmur. Marcus rivela a Metin che durante la festa, mentre il turco era assente, lui e Doris si sono baciati. Lena invece non riesce proprio a ricordare come lei e Cem siano finiti a letto assieme.

## Non mi resta che fuggire!
- Titolo originale: Die, in der Metin die Schnauze voll hat
- Diretto da:
- Scritto da:

### Trama
Lena riesce a rivelare a Cem che non hanno fatto sesso, ma che in realtà è stato Marcus a far credere che i due lo abbiano fatto. Così lei capisce che Cem e Ulla sono fatti per stare insieme ed escogita un piano diabolico per farli rimettere insieme senza dover confessare la verità: la cosa non va a buon fine. Metin, arrabbiato con Doris, dice alla figlia che deve smettere di frequentare Costa e rivela al padre di questo che arresterà il greco se non lo terrà lontano da Yagmur. Così il giovane viene spedito in un collegio a Monaco. Metin e Doris litigano pesantemente ma alla fine lei capisce di amarlo veramente.

## L'amore trionferà?
- Titolo originale: Die, nach der schon alles vorbei sein soll?
- Diretto da:
- Scritto da:

### Trama
Metin decide di sposare Doris con un rituale sciamanico, e sarà proprio Marcus l'officiante che finalmente legherà i due amanti nel vincolo del matrimonio. Nils ritorna per celebrare il matrimonio dei genitori. Ulla, Cem e Lena si riappacificano, con i primi due che coronano il loro amore, insieme ai novelli sposi. Diana e Marcus lasciano percepire una chiara intesa tra loro. Inaspettatamente si ripresenta anche Axel a risollevare il morale di Lena. Yagmur e Costa rubano la macchina di Doris per scappare in Grecia.